# فالون إن سولي
فالون إن سولي (بالفرنسية: Vallon-en-Sully)‏ هي بلدية تقع في فرنسا في Canton of Hérisson. يقدر عدد سكانها بـ 1,711 نسمة ومساحتها 38.02 كم2 وترتفع عن سطح البحر 180 متر.